# Robot Hall of Fame
Le Robot Hall of Fame est un hall of fame (temple de la renommée) créé en 2003 par la Carnegie Mellon School of Computer Science (en), l'école d'informatique de l'université Carnegie-Mellon de Pittsburgh, en Pennsylvanie. Il a pour but d'honorer à la fois les réussites en robotique, et les robots de science-fiction qui lui ont servi de source d'inspiration.
La première cérémonie d'introduction a eu lieu le 10 novembre 2003 au Carnegie Science Center. Le Robot Hall of Fame devrait acquérir une présence physique au sein de l'exposition RoboWorld du Carnegie Science Center.

## Robots honorés

### 2003
- Fiction :

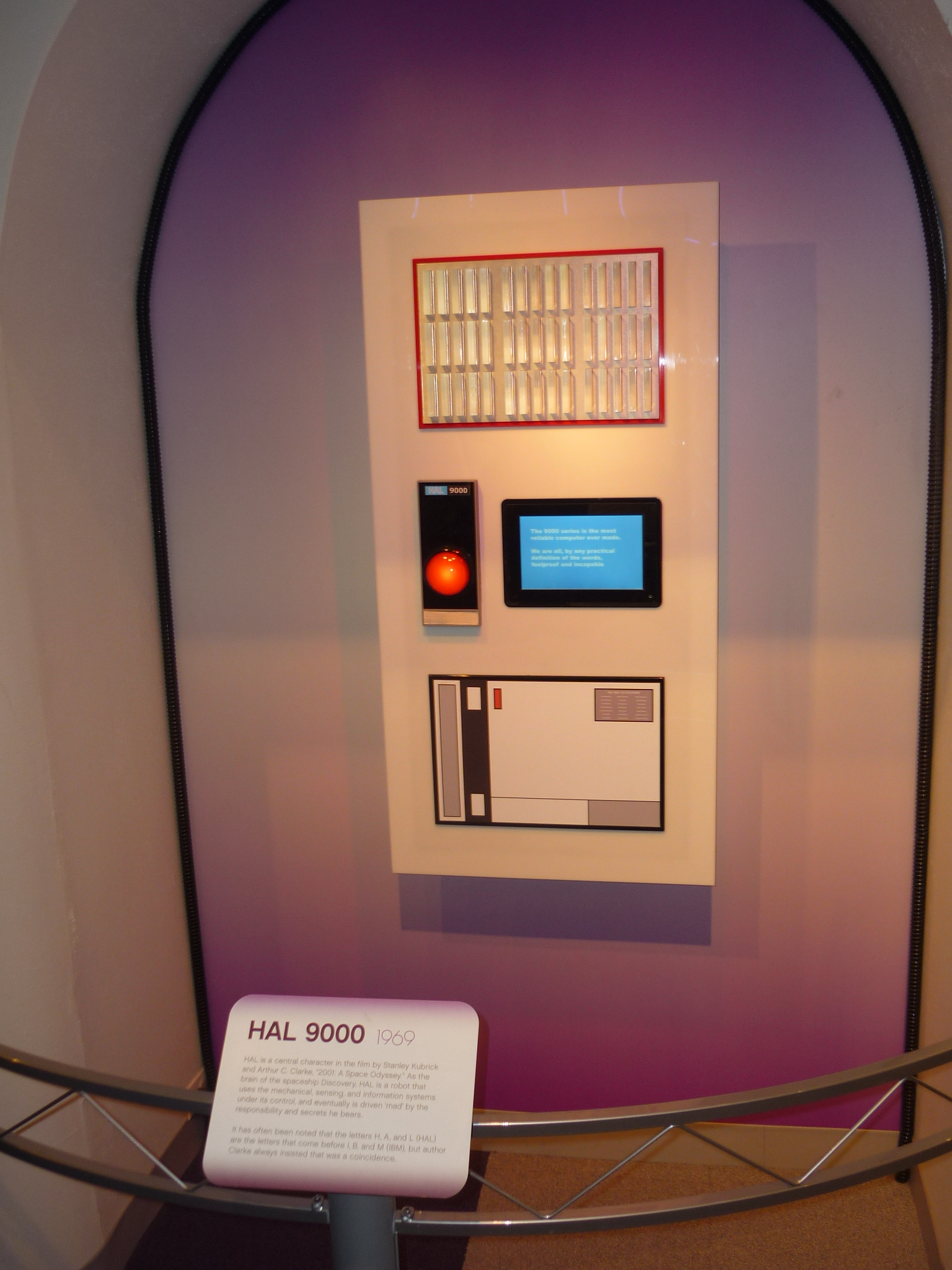
HAL 9000 le superordinateur du film 2001, l'Odyssée de l'espace.

  - 1968 : HAL 9000, ordinateur dans 2001, l'Odyssée de l'espace
  - 1977 : R2-D2, robot dans Star Wars

- Réalité :
  - 1997 : Sojourner, robot de la mission Mars Pathfinder
  - 1961 : Unimate, premier robot industriel, mis en place sur une chaîne d'assemblage de General Motors

### 2004
- Fiction :
  - 1952 : Astro Boy

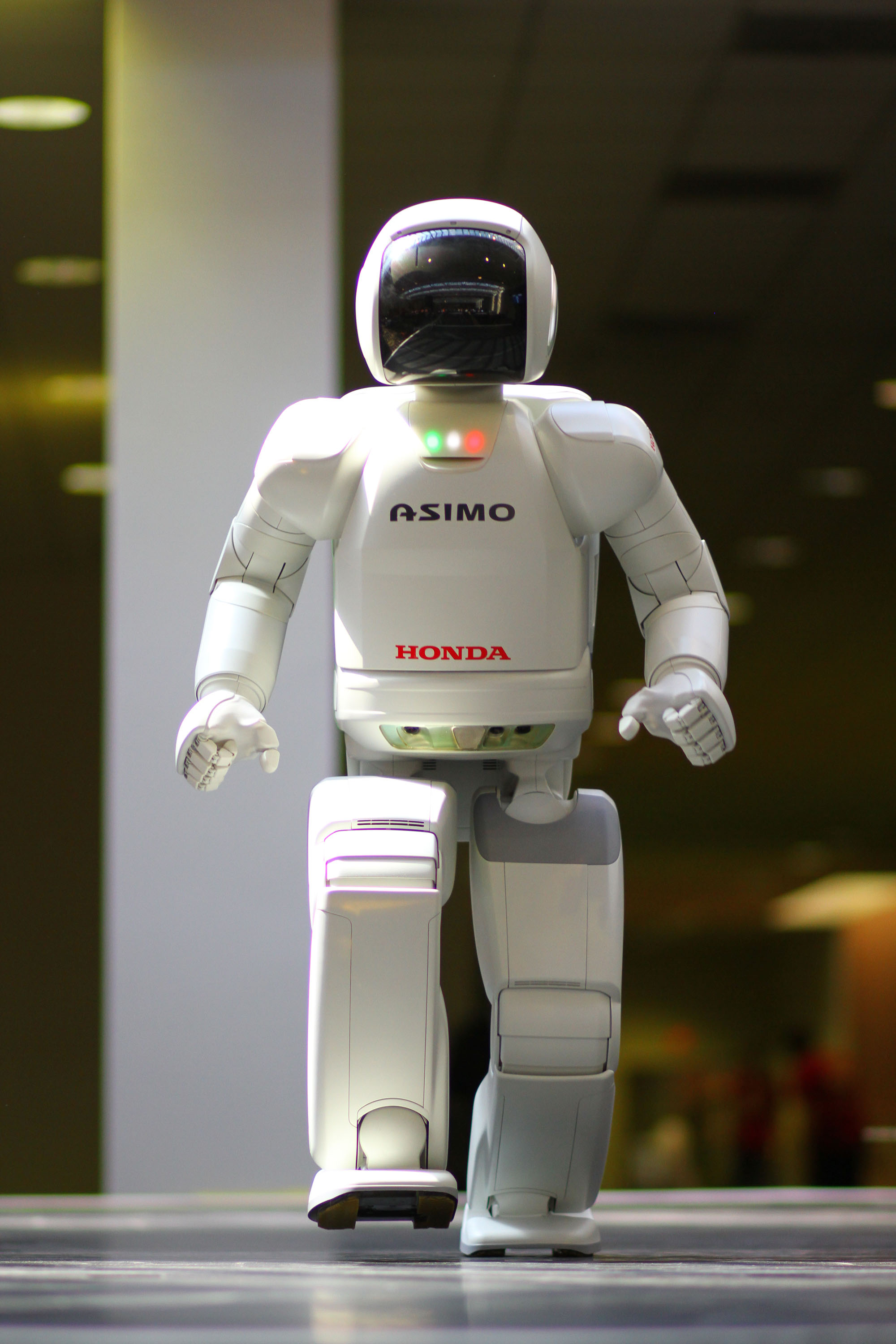
ASIMO, introduit en 2004.

  - 1977 : C-3PO, robot dans Star Wars
  - 1956 : Robby le robot, robot dans Planète interdite

- Réalité :
  - 1986 : ASIMO, robot humanoïde, développé par Honda
  - 1966 : Shakey, premier robot mobile capable de raisonner, développé par le Stanford Research Institute

### 2006
- Fiction :
  - 1927 : Maria, robot dans Metropolis
  - 1951 : Gort, robot dans Le Jour où la Terre s'arrêta
  - 2001 : David, enfant androïde dans A.I. Intelligence artificielle

- Réalité :
  - 1998 : Aibo, robot chien développé par Sony
  - 1978 : Selective Compliance Assembly Robot Arm (SCARA)

### 2008
- Fiction :
  - 1987 : Data, androïde dans Star Trek : La Nouvelle Génération

- Réalité :
  - 1998 : Lego Mindstorms, jeu ayant rendu la robotique accessible au grand public
  - 1995 : NavLab, véhicule autonome développé à l'université Carnegie-Mellon
  - 1980 : Hopper, robot se déplaçant sur une jambe, développé par Marc Raibert

### 2009
- Fiction :

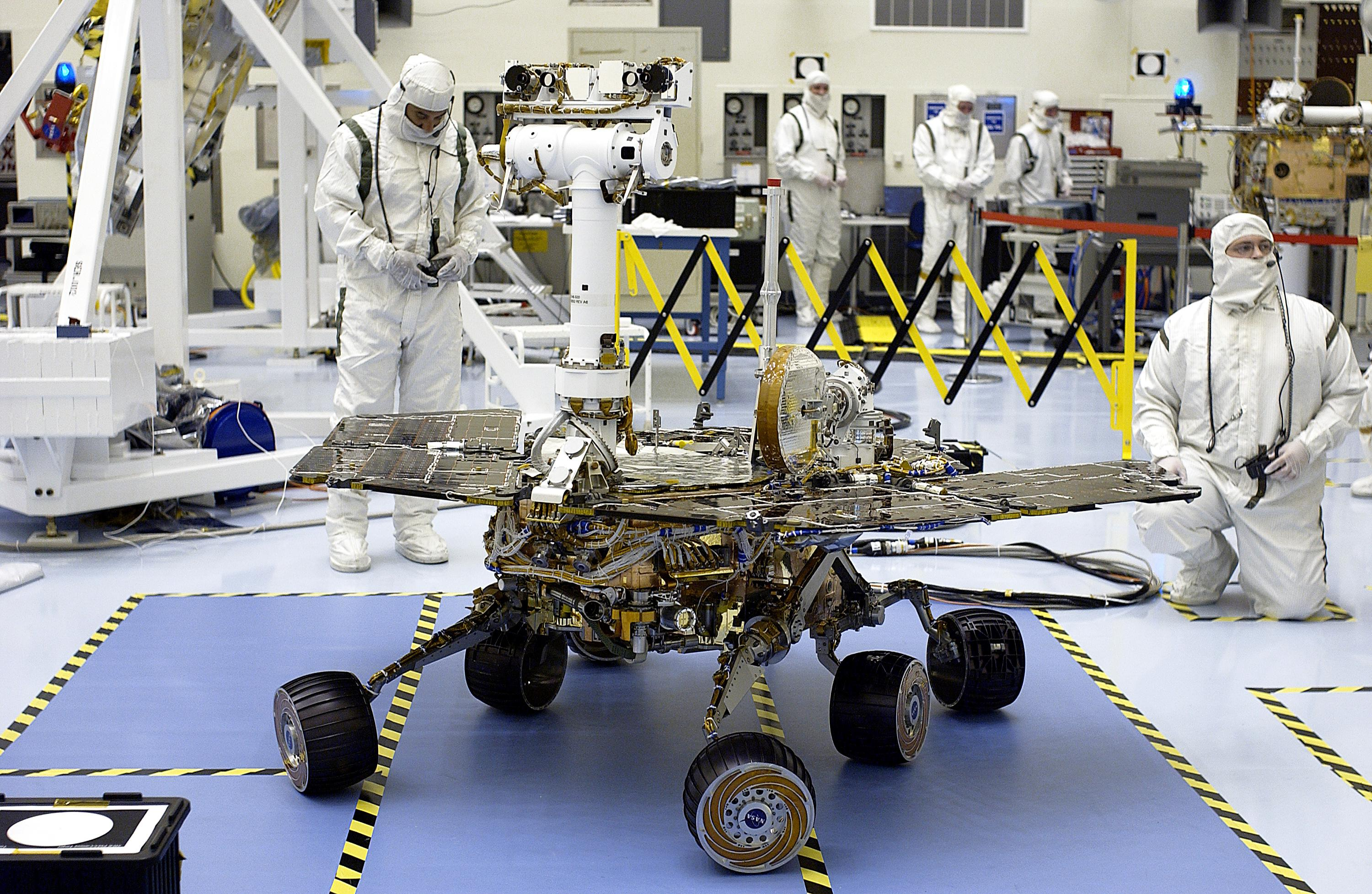
Opportunity, introduit en 2010.

  - 1984 : T-800, androïde dans Terminator[1]
  - 1972 : Huey, Dewey, et Louie, robots dans Silent Running[1]

- Réalité :
  - 2003 : Spirit et Opportunity, robots de la mission Mars Exploration Rover[1]
  - 2003 : Da Vinci, robot chirurgical développé par Intuitive Surgical[1]
  - 2002 : Roomba, robot aspirateur développé par iRobot[1]